# История Ганы

## Доколониальный период

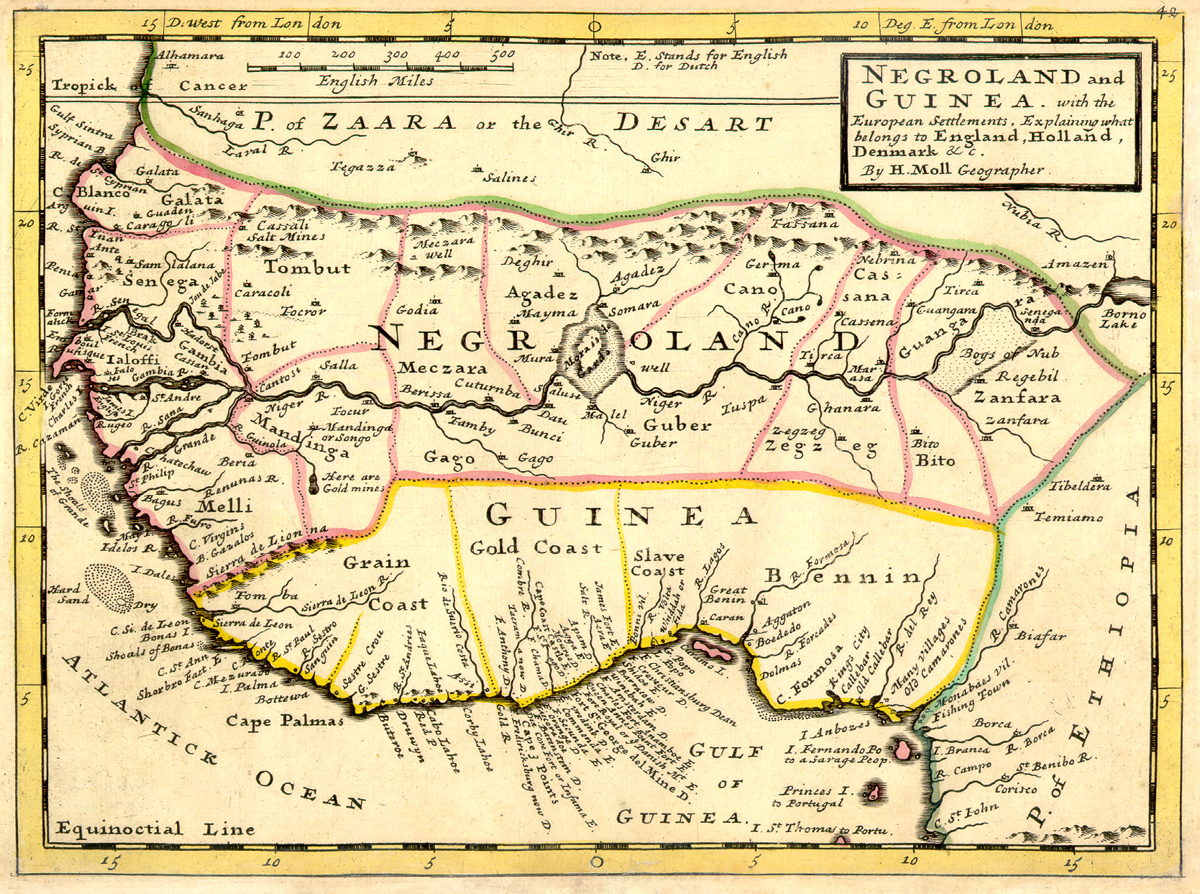
Карта 1729 года, на которой отмечен Золотой берег

Территория современной Ганы была населена уже в эпоху мезолита.
До прихода европейцев на территории нынешней Ганы в XIII—XVII вв. существовали древние города-государства, самыми крупными из которых были Бего (Бегхо), Боно-Мансу, Ла и Шаи. В этих государственных образованиях развивалось земледелие, животноводство и ремёсла, активно велась добыча золота и торговля.
В XVII веке образовалась федерация Ашанти. Практически в течение всего XVIII в. она боролась с соседями за контроль над торговыми путями на юг, к побережью Гвинейского залива, и на север в страны Западного Судана. К началу XIX в. Конфедерация Ашанти превратилась в мощную державу, под контролем которой находились земли, примерно соответствующие территории современной Ганы. Опираясь на сильное войско, правители Ашанти добивались подчинения им территорий, населённых близкородственными им племенами, и ликвидации племенной раздробленности.

## Колонизация

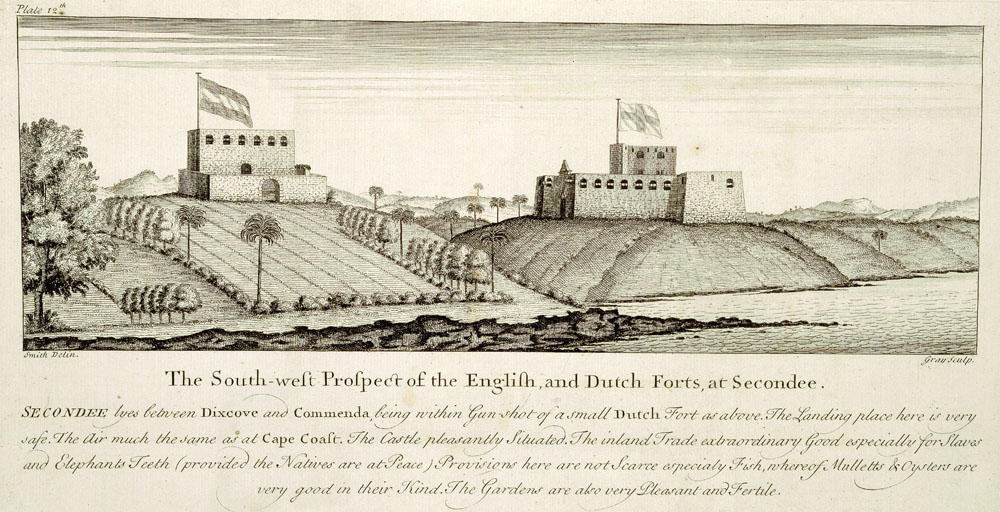
Близлежащие форты британцев и голландцев в Секонди

В 1482 году на побережье первыми высадились португальцы из экспедиции Диогу де Азамбужа (в её составе был Христофор Колумб). Они построили крепость Эльмину, затем крепости Аксим, Шама и другие. Португальцы вывозили золото (в XVI веке золото, вывозимое с Золотого Берега (так португальцы назвали это побережье), составляло около 10 % мировой добычи) и рабов.
Богатства Золотого Берега привлекали и другие европейские державы: Нидерланды, Швецию, Пруссию, Англию. Первые английские поселенцы появились здесь в 1631 году. 
Начиная с середины XVII века побережье современной Ганы начинает активно колонизировать Датская Вест-Индская компания, созданная в 1625 году в Копенгагене для торговли с Вест-Индией. В 1643 году датчане основывают здесь первые торговые фактории, в 1659 году — форт Фредериксборг, а в 1661 году — Кристиансборг. Перешедшие после ликвидации в 1754 году Вест-Индской компании датской короне земли колонии Датский Золотой Берег с переменным успехом эксплуатировались метрополией, периодически подвергаясь нападениям со стороны ашанти, пока не были в 1850 году уступлены Великобритании за 10 000 фунтов стерлингов. В 1803 году на территории Датской Гвинеи впервые в мире вступило в силу положение 1792 года о запрете работорговли, нелегально продолжавшейся здесь, однако, и после этого, по причине попустительства датских властей.
В 1821 году была образована британская колония Золотой Берег.
В 1844 году британский губернатор заключил с правителями прибрежных территорий народности фанти договор о признании ими британского протектората.
За обладание богатствами Золотого Берега велось ожесточенное соперничество, в результате которого Великобритания к 1871 году вытеснила с Золотого Берега других европейских конкурентов. 

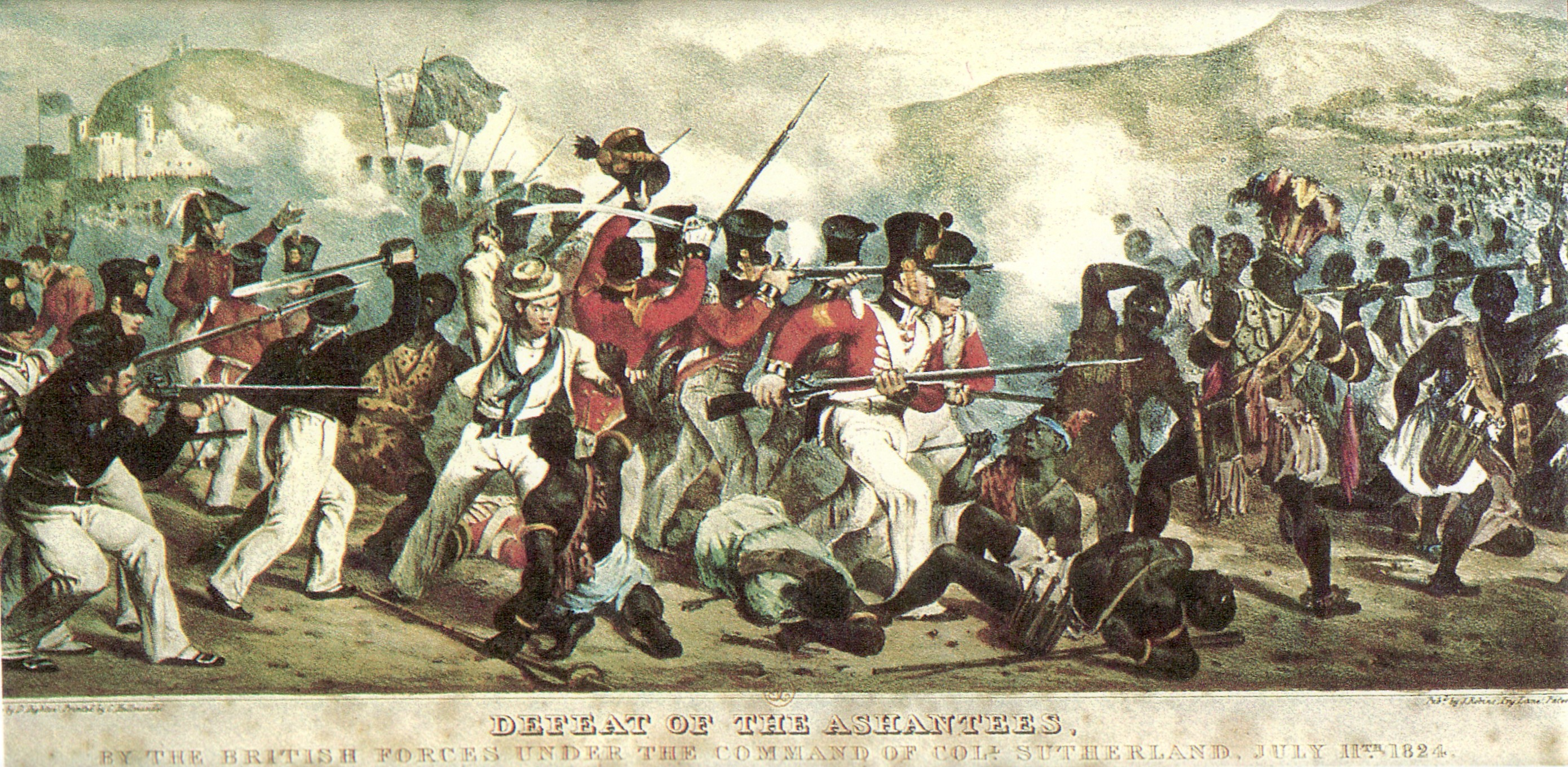
Англо-ашантийские войны

К 1901 году британцы установили полный контроль над этой территорией. Для этого им понадобилось сломить сопротивление коренного населения, сопротивлявшегося попыткам Британии проникнуть вглубь материка, в ходе семи англо-ашантийских войн. Первые 5 войн закончились победой ашанти (1806, 1811, 1814—1815, 1823—1826 и 1863 гг.), однако их поражение в шестой войне (1873—1874 гг.) фактически ознаменовало конец самостоятельного развития, а в результате седьмой (1895—1896 гг.) Англия нанесла Ашанти полное поражение, оккупировала её территорию и заключила договоры о протекторате с отдельными племенами. В 1900 году ашанти во главе с королевой-матерью Яаа Асантева предприняли последнюю попытку отстоять свою независимость — Войну Золотого Трона.  Она закончилась захватом британцами города Кумаси и Золотого Трона. После подавления этого восстания англичане включили в 1901 году всю территорию Ашанти в колонию Золотой Берег.

## Постколониальный период

### Кваме Нкрума: социалистическая ориентация

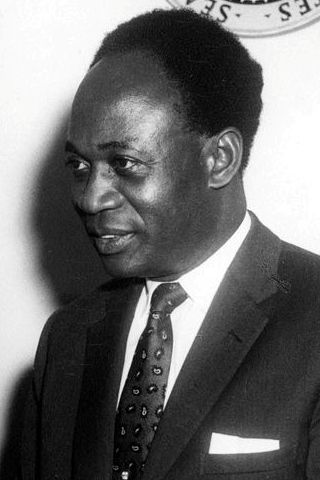
Кваме Нкрума

В 1940-х годах усилилась освободительная борьба народов Золотого Берега, была создана первая партия, поставившую себе целью достижение независимости страны — Объединённый конвент Золотого Берега. Опасаясь всеобщего восстания, британцы согласились на большинство его требований. В 1956 году британское Того (Тоголенд), протекторат Ашанти и протекторат Фанти были объединены с Золотым Берегом в единую колонию. 
Под руководством Кваме Нкрумы и его Народной партии конвента национально-освободительная борьба увенчалась деколонизацией и провозглашением независимости, в результате чего возникло первое государство чернокожих в составе Содружества. С 6 марта 1957 года страна стала именоваться Ганой, желая этим напомнить о мощи и величии древнейшей африканской империи южнее Сахары (располагавшейся, впрочем, вне территории современной Ганы). 1 июля 1960 года Гана стала республикой, а её первый премьер-министр Нкрума — её первым президентом.
Кваме Нкрума, чьи взгляды (коншиенсизм) находились на стыке марксизма, африканского социализма и панафриканизма, ориентировался во внутренней и внешней политике на социалистические страны, в первую очередь СССР и Китай, и проводил реформы, направленные на усиление государственного сектора в экономике, избавление страны от экономической зависимости со стороны колониальных держав, форсированную индустриализацию и создание сельскохозяйственных кооперативов. Нкрума предоставлял помощь национальным движениям других африканских стран (на территории Ганы проходили боевую и политическую подготовку борцы за свободу многих африканских колоний) и, выдвинув идею создания «Соединённых Штатов Африки», стал одним из инициаторов образования Организации африканского единства (ОАЕ).
Однако в стране крепло недовольство авторитарным стилем правления (в 1964 году была введена однопартийная система), коррупцией администрации, отсутствием результатов преобразований, подкреплённое ухудшением международной экономической конъюнктуры (снижением мировых цен на какао-бобы, которые были основной экспортной культурой Ганы).

### Перевороты и приход к власти Джерри Ролингса

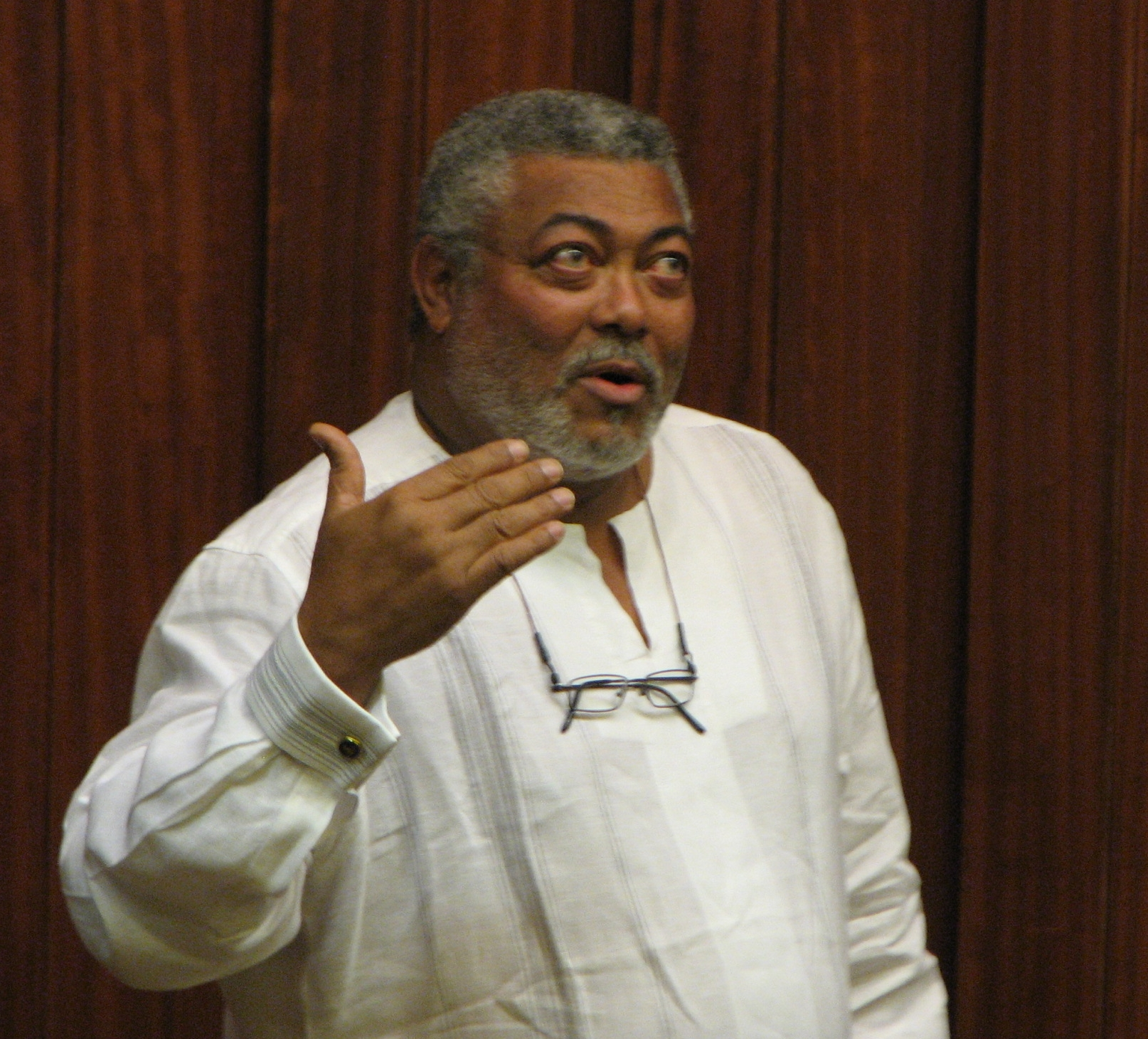
Джерри Ролингс

В феврале 1966 года, в то время как Нкрума находился за рубежом с официальным визитом, посетив на самолёте ряд социалистических стран, в стране произошёл государственный переворот под руководством группы пробритански настроенных старших офицеров, — выпускников британских военных учебных заведений и одновременно выходцев из племён и народностей, которые не были представлены в органах власти, — во главе с генерал-майором Джозефом Анкрой и полковниками Эммануэлем Котокой и Аквази Африфой. В целом по стране переворот прошёл бескровно (чистки политических противников последовали уже после захвата власти), упорные бои велись во время штурма силами заговорщиков официальной резиденции Президента Республики Гана — Флагстафф-Хаус, подразделение охраны которой осталось лояльным действующему главе государства и весьма профессионально подготовленным, в результате боя по разным данным погибло до нескольких сот человек (большинство из которых — штурмовавшие). 
В апреле 1967 года последовала неудачная попытка контрпереворота со стороны участников смещения легитимного президента, во главе которой предположительно стояли подполковник Джон Ассаси (парашютный батальон), майор С. М. Асанте (3-й пехотный батальон), майор Игнатиус Ачимпонг (бронетанковая дивизия), майор Р. А. Ачааб (разведывательный отряд). Примечательна роль местных церковных деноминаций (главным образом, христианских конфессий) в политике страны, т. к. из 16 лидеров заговорщиков 9 относились к пресвитерианской церкви, 4 были римокатолики, 2 англикане и 1 мусульманин (Ачааб). После провала контрпереворота все названные офицеры отрицали свою причастность к нему, впоследствии к середине 1970-х гг. заняли важные должности: Ассаси стал генеральным директором национальной вещательной корпорации, Ачимпонг дослужился до полного генерала и был главой страны в 1972—1978 годах. 
За этим последовала серия сменявших друг друга военных хунт и слабых гражданских правительств. Они отказались от социалистической ориентации и проводили курс на развитие частного предпринимательства. После парламентских выборов 1969 года власть перешла к гражданскому правительству во главе с Кофи Бусиа. Он был свергнут в январе 1972 года в результате военного переворота.
В июне 1979 года младшие офицеры во главе с капитаном ВВС Джерри Ролингсом совершили очередной переворот, в ходе которого был убит командующий армией Ганы генерал Одарти-Веллингтон. Захвативший власть революционный совет объявил о проведении чистки, в ходе которой были расстреляны многие прежние политические деятели, чиновники и старшие офицеры. На демократических парламентских и президентских выборах летом 1979 года победила левая Национальная народная партия, объединившая многих последователей Кваме Нкрумы (она получила 71 место из 140 в парламенте, в который прошло 5 партий) и её кандидат Хилла Лиманн.
Однако ННП, несмотря на левую направленность, не ликвидировала частный сектор экономики и поощряла иностранные инвестиции в Гану, и режим Третьей республики не сумел справиться с социально-экономическими трудностями. Недовольные этим, офицеры во главе с Джерри Ролингсом, совершившие переворот 1979 года, устроили новый переворот 31 декабря 1981 года. В 1982 году были образованы народные трибуналы, занимавшиеся новыми чистками политиков, чиновников, предпринимателей. Вместе с тем, Д. Ролингсу удалось стабилизировать экономическое положение страны: внешний долг уменьшился более чем в 2,5 раза, заметно выросли урожаи кукурузы и какао-бобов; страна отказалась от импеорта риса, мясных и рыбных продуктов.

### Переход к демократии
В 1990 году было объявлено о начале перехода к гражданскому правлению. В 1992 году была принята новая конституция страны, предусматривающая многопартийность, тогда же был снят запрет на деятельность политических партий. В ноябре-декабре 1992 года в стране прошли первые президентские и парламентские выборы на многопартийной основе. Президентом был избран всё тот же Джерри Ролингс, бывший председатель временного совета национальной обороны (ВСНО), правивший Ганой 19 лет. Однако при бывшем диктаторе в стране сложилась функционирующая демократическая система.
В декабре 2000 года новым президентом избран Джон Куфуор. В 2004 году он был снова избран на этот пост. В декабре 2008 года новым президентом был избран, а 7 января 2009 года вступил в должность социал-демократ Джон Атта Миллз. С 25 июля 2012 года президентом Ганы является Джон Драмани Махама.